# Yala (Nigeria)
Yala è una delle diciotto aree a governo locale (local government areas) in cui è suddiviso lo stato di Cross River, nella Repubblica Federale della Nigeria.
Si estende su una superficie di 1.739 chilometri quadrati e conta una popolazione di 210.843 abitanti.